# 拉乌尼翁 (西班牙)
拉乌尼翁，是西班牙穆尔西亚自治区的一个市镇。总面积25平方公里，总人口14541人（2001年），人口密度582人/平方公里。